# Bergkirche Kipsdorf

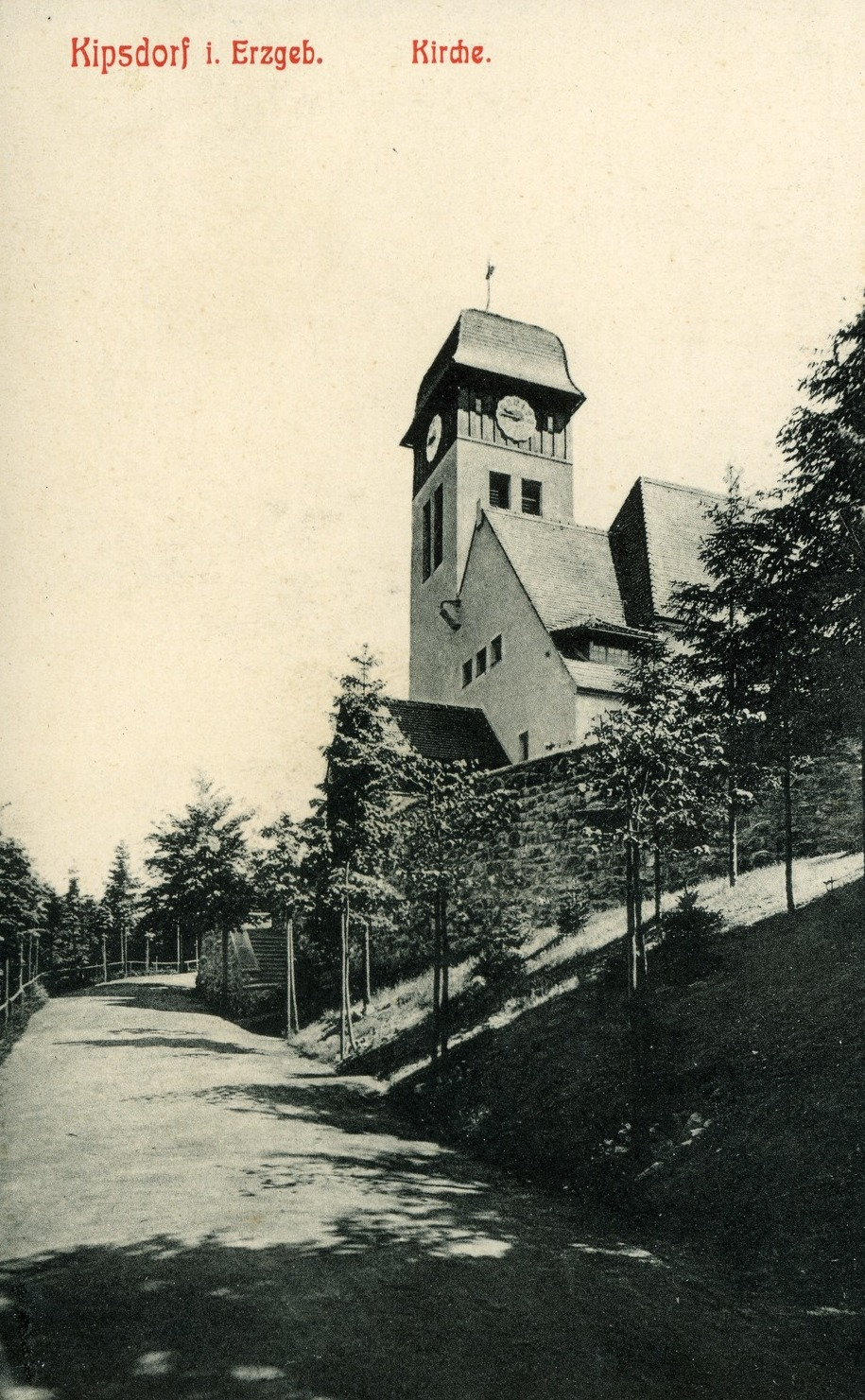
Bergkirche Kurort Kipsdorf um 1910

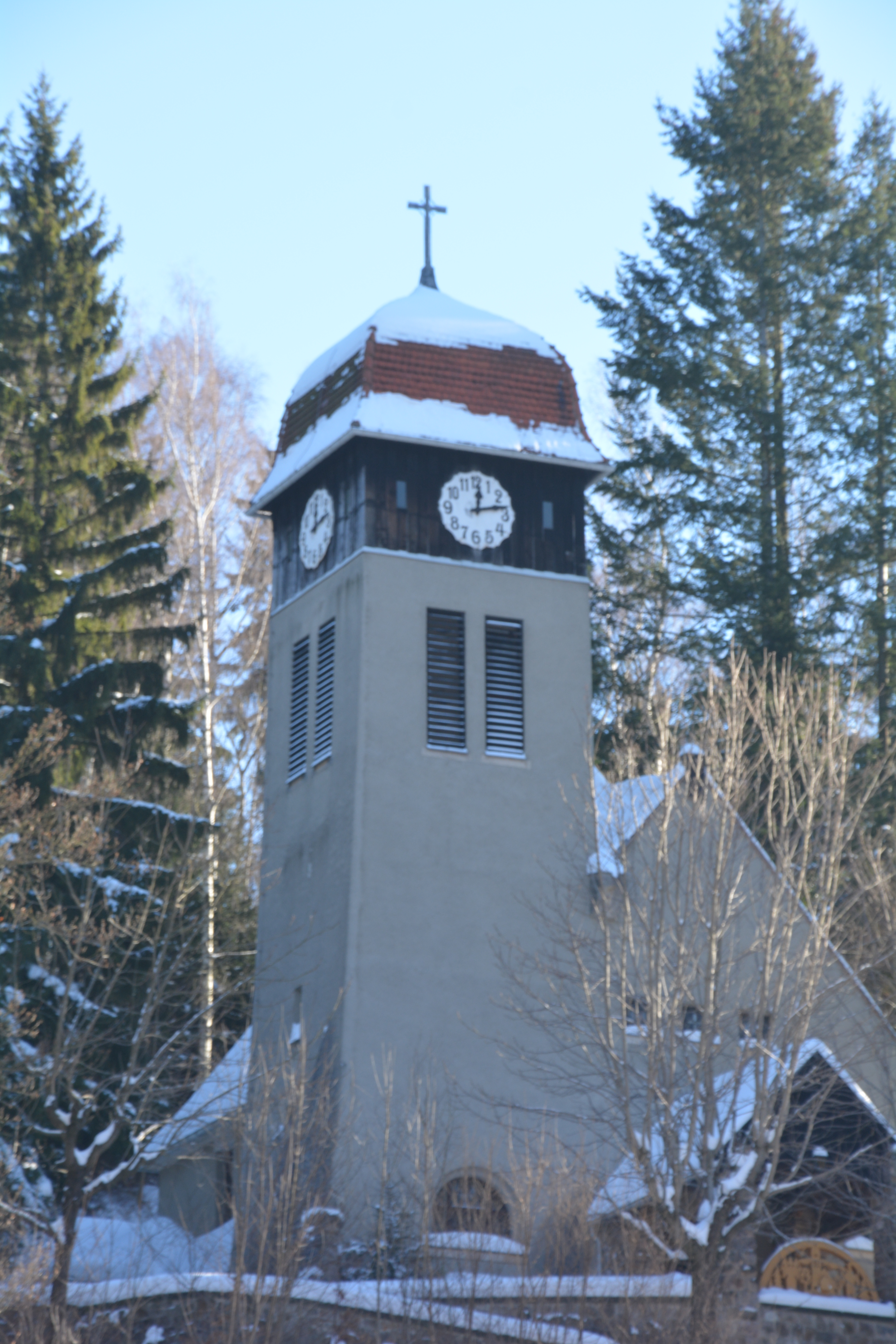
Bergkirche Kurort Kipsdorf

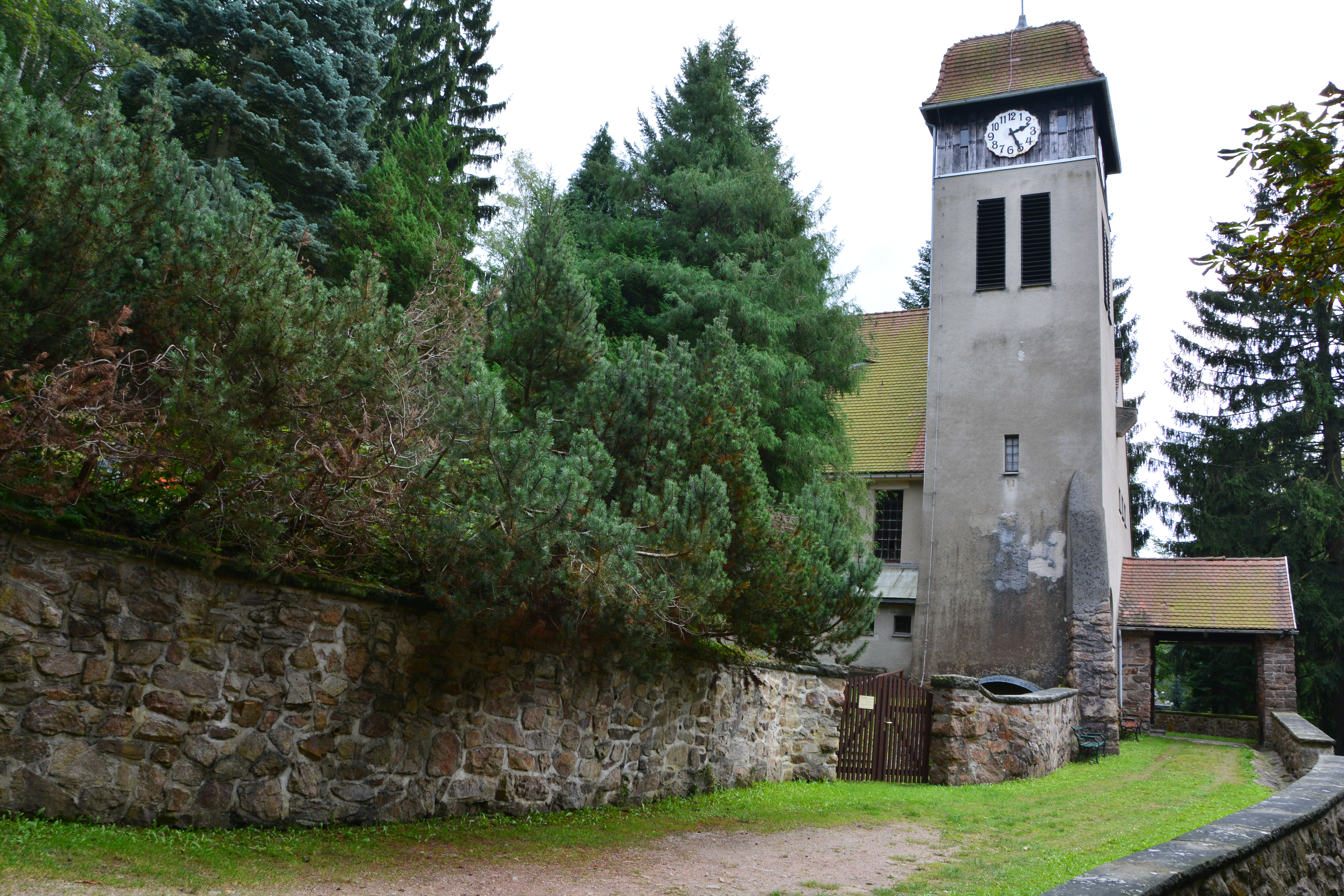
Bergkirche Kurort Kipsdorf

Die evangelisch-lutherische Bergkirche Kipsdorf befindet sich im Landkreis Sächsische Schweiz-Osterzgebirge und gehört zum Kirchspiel Dippoldiswalde – Schmiedeberg. Sie liegt im Ortsteil am bewaldeten Hang des Tales der Roten Weißeritz, Otto-Schmidt-Straße 3. Kipsdorf ist ein Ortsteil der Stadt Altenberg und liegt an der B 170.

## Geschichte

### Bis 1908
Im Jahr 1551 wird urkundlich ein Waldhufendorf mit neun Bewohnern genannt, die Grundherrschaft übte das Rittergut Bärenstein aus. Ab den Jahren 1539 und 1840 nach Sadisdorf eingepfarrt und seit dem Jahr 1908 Filialkirche von Schmiedeberg. Im Jahr 2001 zur Kirchgemeinde Schmiedeberg und ab dem Jahr 2002 Filialkirche zu Dippoldiswalde gehörend. Die Bewohner von Kipsdorf, dem heutigen Oberkipsdorf, mussten bei Wind und Wetter, Hitze und Kälte zum Gottesdienst nach Sadisdorf. Auch das Gedenken der Verstorbenen verlangte den gleichen Weg. Bereits im Jahr 1346 ist belegt, das es eine Kirche in Sadisdorf und im Jahr 1437 ein Vorwerk gab. In der Kipsdorfer Schule fanden später auch Lesegottesdienste in einem Klassenzimmer statt. Im Jahr 1883 bekam Kipsdorf den Eisenbahnanschluss und somit eine stetig steigende Anzahl Sommerfrischler. Damit alle Personen seelsorgegerecht behandelt werden konnten, führte man die Waldgottesdienste im Ort durch, diese wurde immer beliebter und von zahlreichen Touristen gern besucht. Bis zu 500 Personen nahmen an den Gottesdiensten in freier Natur teil.

### Kirchenneubau
Am 9. Dezember 1893 beschloss der Gemeinderat den Bau einer Kirche. Die Suche nach einem geeigneten Kirchenbauplatz bereitete einige Schwierigkeiten. Die beauftragten Dresdner Architekten William Lossow und Max Hans Kühne hatten bereits einen Kirchenneubau mit einem Kostenvoranschlag von 41.000 Mark entworfen und übten Baubetreuung aus. Am 6. April 1894 konnte man sich auf einen Platz an der Mittelstraße 3 (heute Otto-Schmidt-Straße) einigen und diesen besichtigen. Am 23. Oktober 1908 wurde der Kauf mit dem Sächsischen Staatfiskus abgeschlossen. Zwischenzeitlich wurde fleißig in die Kollekte und weitere Sammelbehälter in den Hotels zur Finanzierung des Kirchenneubaues in Anspruch genommen. Am 17. Juli 1907 erfolgte die feierliche Grundsteinlegung. Der Ortspfarrer von Schmiedeberg hielt auf dem festlich geschmückten Bauplatz die Festrede vor 400 Einwohnern und Gästen. Der Amtsbaumeister aus Dippoldiswalde Ernst Otto Schmidt führte die symbolischen drei Hammerschläge aus. Die Dippoldiswalder Firma Fritsch übernahm alle Tiefbauarbeiten, dazu noch die Bauhauptleistungen, also Maurer-, Putz-, Steinmetz-, Stahlbau-, Zimmerer- und Dachdeckerarbeiten. Der Kirchenausbau erfolgte von Handwerkern der Gegend und Dresdner Firmen. Die Gesamtkosten betrugen am Ende zirka 76.500 Mark. Am 22. September 1908 wurde die Kirche als Kirche am Wald feierlich geweiht. Die Festrede hielt der Pastor Opel aus Altenberg, er erinnerte nochmals an die vielen Waldgottesdienste und die kirchlichen Anlässe im Klassenzimmer der Schule in Kipsdorf innerhalb der letzten 15 Jahre.

### Nach 1945
Den Zweiten Weltkrieg überstand die Kirche schadlos, obwohl am Morgen des 18. April 1945 ein Tieffliegerangriff mit vier Bombenabwürfen erfolgte, ohne größere Schäden außer zersplitterten Fensterscheiben anzurichten. Der Ort war vollgestopft mit Verwundeten, Flüchtlingen, Ausgebombten aus Dresden und Heimatvertriebenen. Panzerverbände der Roten Armee, Marschall Konjews Gardepanzer, zogen aus Richtung Dippoldiswalde und Reichstädt auf der Reichsstraße 170 durch Kipsdorf nach Altenberg. Die nachfolgenden Truppen plünderten und raubten im Ort, auch wurden Frauen Opfer von brutalen Vergewaltigungen. In den Jahren 1958 bis 1960 erfolgte eine Außen- und Innenrenovierung der Kirche durch die Firma Willy Richter aus Schmiedeberg. Dabei wurden die etwas düsteren und mystischen Farben heller und freundlich gestaltet. Außerdem erhielt die Kanzel neue Kanzelfelder mit den Symbolen der vier Evangelisten vom Holzbildhauer Siegfried Urbank aus Geising. Die feierliche Weihe der renovierten Kirche im Jahr 1960 war auch Anlass für den neuen Namen der Kirche: Bergkirche Kipsdorf. Im Jahr 1965 installierte die Schmiedeberger PGH Ausbau und Technik eine Elektroheizung. In den Jahren 1988 bis 1990 erfolgte eine weitere Renovierung der Bergkirche. Dabei wurden unter anderem der Putz und das Dach instand gesetzt sowie Reparaturen am Dachstuhl und Turm durchgeführt. Die Innenrenovierung erfolgte durch die Schmiedeberger Firma Siegfried Malke.

### Nach 1989
Durch Spendengelder konnten die farbigen Fenster in den 1990er Jahren saniert und ein zusätzliches Schutzglas gegen mechanische Beschädigungen angebracht werden. Ein besonderer Anlass war das 100-jährige Bestehen des Gotteshauses, dies wurde am 28. September 2008 mit einer Festwoche und einem Festgottesdienst gefeiert. In der Kirche werden regelmäßige Gottesdienste, Erntedank und Kulturveranstaltungen abgehalten. Ein besonderer Höhepunkt dabei ist der Kipsdorfer Predigtsommer. Bereits elf Jahre organisieren ehrenamtlich Senioren die Veranstaltung und laden dazu emeritierte Pfarrerinnen und Pfarrer in die Kipsdorfer Bergkirche ein. Im Jahr 2016 installierte die Firma Glockläuteanlagenbau aus Heidenau eine neue Glockenläuteanlage. Dabei wurden nötige Reparaturen an Glockenstuhl und Glockenjochen (Lagerschalen) mit ausgeführt. Auf dem Friedhof befindet sich ein Gedenkstein für die Opfer des Nationalsozialismus, der Gedenkstein im Kurpark wurde mit der Augustflut 2002 weggespült. Weiter befinden sich hier Gräber von Verunglückten eines Flugzeugabsturzes von 1942.

## Architektur
Die kleine Saalkirche aus Natursteinen und gebrannten Ziegeln mit geputzten Fassaden befindet sich an einer Hanglage, so dass terrassenförmige Zugangswege erforderlich sind. Eine Freitreppe führt zum Hauptportal. Neben der Treppe befindet sich ein Kriegerehrendenkmal vom Dresdner Bildhauer Paul Polte. Am 24. Juni 1923 fand die feierliche Weihe des Denkmales statt. Den Witterungsbedingungen angepasst, ist der Eingang mit einem geräumigen Vordach geschützt. Über dem Vordach befinden sich drei farbig bemalte Glasfenster der Orgelloge. Links neben dem Eingang erhebt sich der Turm, darin sind das Geläut und die Turmuhr untergebracht. Die Turmuhr lieferte die Meißener Firma Otto Fischer, Inhaber J.Hummel. Die vierseitige Turmhaube ist mit einem Kreuz bekrönt. Das Dach wird von einem hölzernen Dachstuhl getragen und ist mit gebrannten Biberschwänzen gedeckt. Die Längsseiten sind mit jeweils vier rechteckigen hohen Fenstern gegliedert. Als eine Besonderheit ist festzustellen, dass der Giebel- und der Schlussstein über dem rechten Eingang aus Kostengründen bildhauerisch nicht bearbeitet wurden.

## Ausstattung

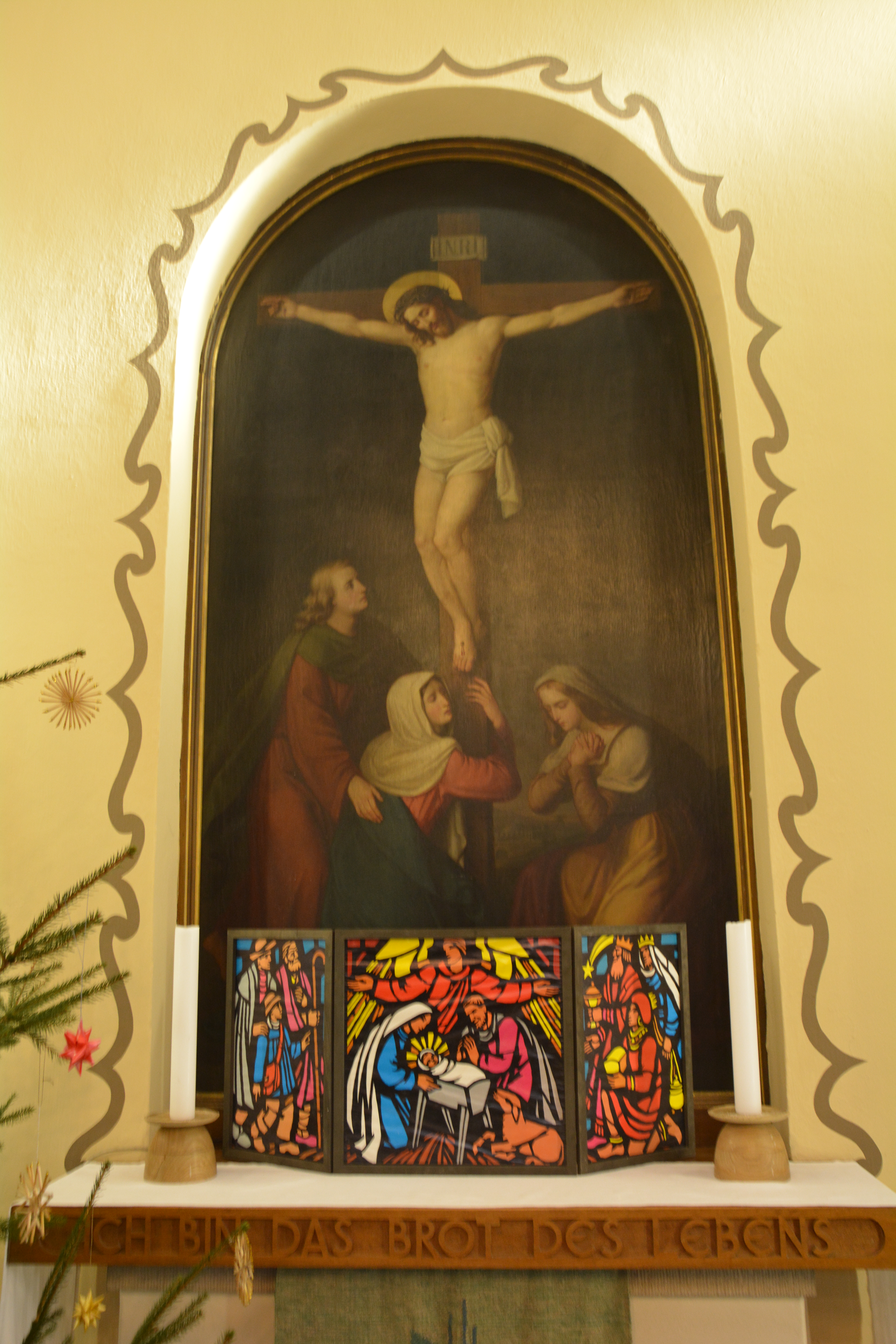
Bergkirche Kurort Kipsdorf, Altar

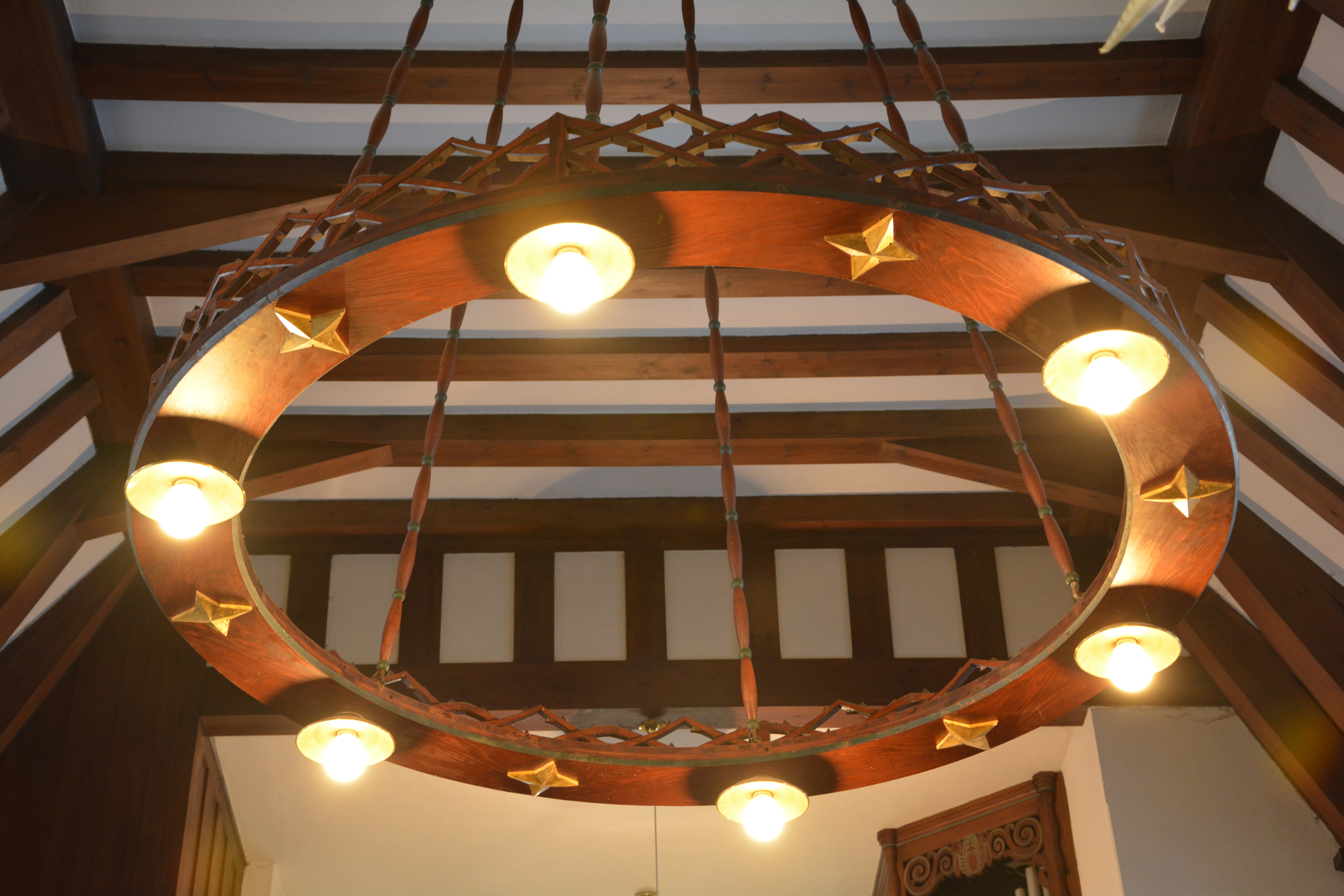
Bergkirche Kurort Kipsdorf, Schöner geschnitzter Leuchter

Für die dekorative Innengestaltung im Jugendstil sorgten der Dresdner Kunstmaler Wilhelm Hartz und der Schmiedeberger Malermeister Gustav Malke. Die Orgelempore und die Empore an der westlichen Kirchenseite und das sichtbare Dachtragwerk sowie das Gestühl wurden aus Eichenholz hergestellt. Die Firma Gustav Hofmann aus Dresden übernahm die Glaserarbeiten und stellte auch die mit Glasmalerei belegten Fenster her. Der Altarraum ist fensterlos und wird von einem Altarbild geprägt. Dies wurde vom Landeskonsistorium der Evangelisch-Lutherischen Kirche aus dem Nachlass des 1901 verstorbenen Kunstmalers Professor Theodor Gotthold Thieme gestiftet. Das Bild stellt eine Kreuzigungsszene dar. Im Vordergrund befindet sich eine Personengruppe:
- der gekreuzigte Christus,
- Mutter Maria, kniend vor dem Kreuz Christus;
- Maria Magdalena,
- sowie der Evangelist Johannes.

Auf einen landschaftlichen Hintergrund wurde verzichtet, um so das Augenmerk auf die Personen zu richten. Das Motiv ist einem Bild der Dresdner Gemäldegalerie vom flämischen Kunstmaler Rogier van der Weyden entnommen. Der Altar verweist mit dem geschnitzten Satz: Ich bin das Brot des Lebens auf das Altarbild. Mittig im Kirchenraum erstrahlt ein großer schöner geschnitzter runder Leuchter mit einer symbolischen Dornenkrone verziert, geschnitzt von Holzschnitzern aus Seiffen. Die bemalten Glasfenster an der Südseite bedeuten:
- Aus Gnaden selig, allein durch den Glauben;
- Die Liebe hört niemals auf;
- Hoffe auf den Herrn, er wird`s schon richten;
- Dein Wort ist meines Fußes Leuchte.

Im linken Kirchenvorraum befand sich die Taufkapelle, sie wird derzeit für das allgemeine und das persönliche Gebet genutzt und dient als Vorbereitungsraum sowie als Sakristei.

## Orgel

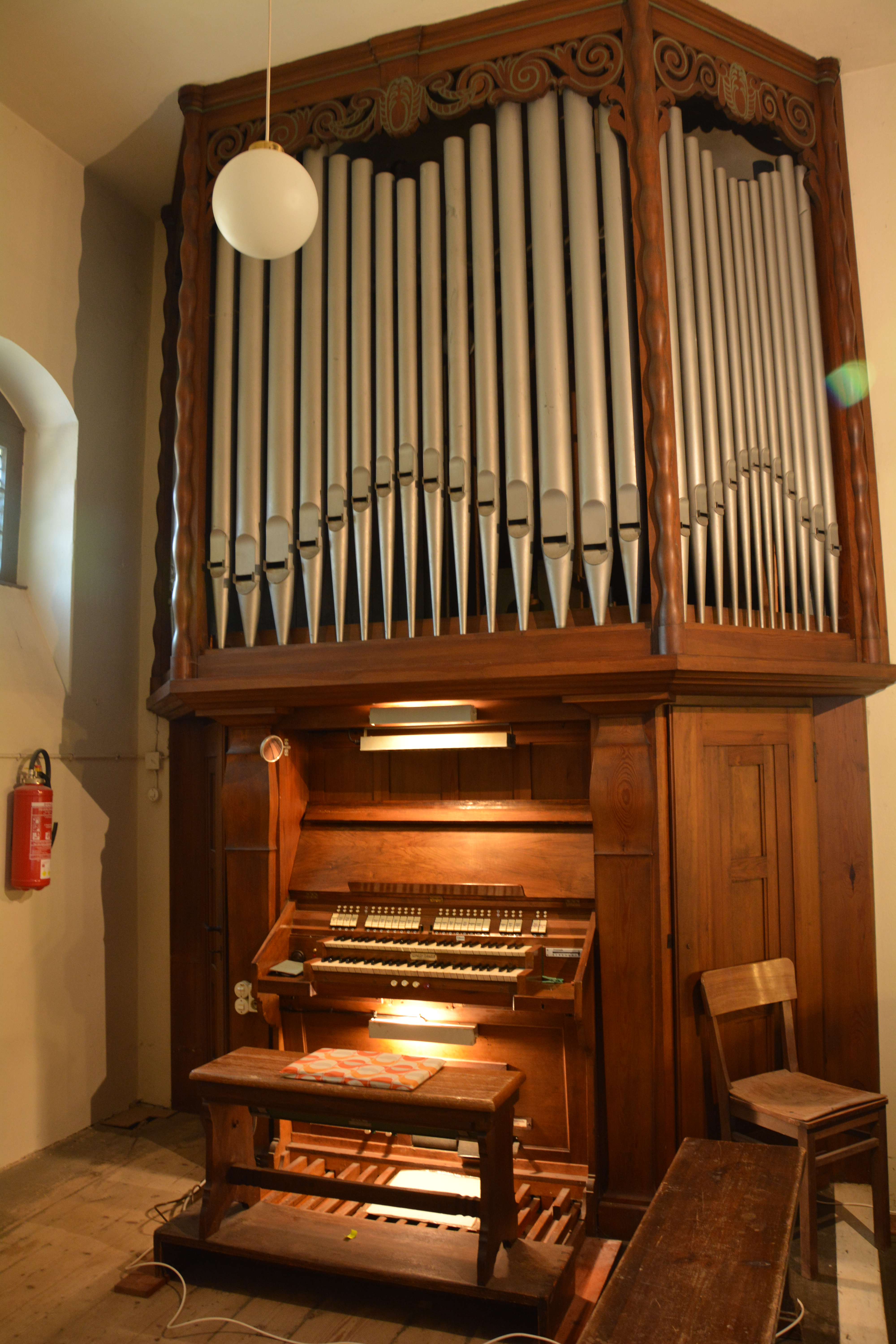
Bergkirche Kurort Kipsdorf, Jehmlich-Orgel

Im Jahr 1908 wurde eine Orgel von der Dresdner Orgelbauerfirma Jehmlich mit zehn Register auf zwei Manualen und einem Pedal installiert und mit der Kirchenweihe geweiht. Im Jahr 1938 wurde die Orgel von der gleichen Firma auf 17 Register erweitert. Die feierliche Weihe der Orgel fand am 21. Dezember 1938 statt. Im Jahr 1970 erfolgte eine Generalinstandsetzung durch die Erbauerfirma.
| I Hauptwerk C–f3 |    |
| Prinzipal        | 8′ |
| Rohrflöte        | 8′ |
| Quintadena       | 8′ |
| Oktave           | 4′ |
| Spitzflöte       | 4′ |
| Waldflöte        | 2′ |
| Mixtur IV        |    |

| II Oberwerk C–f3 |       |
| Gedackt          | 8′    |
| Salicional       | 8′    |
| Prinzipal        | 4′    |
| Blockflöte       | 4′    |
| Rohr-Nassat      | 2 ⁄3′ |
| Nachthorn        | 2′    |
| Cymbel III       |       |

| Pedal C–f1     |     |
| Subbaß         | 16′ |
| Oktavbaß       | 8′  |
| Gedackt-Pommer | 4′  |

- Koppeln:
  - Normalkoppeln: II/I, I/P, II/P
  - Suboktavkoppeln:
- Spielhilfen: Feste Kombination Tutti; zwei freie Kombinationen; Auslöser; Crescendo ab

## Geläut
Das erste Geläut aus drei Bronzeglocken fertigte die Dresdner Firma C. Albert Bierling für 3.137,50 Mark an und wurde mit der Kirchenweihe geweiht.
| Nr. | Name            | Gussdatum | Gießer                              | Durchmesser (mm) | Masse (kg) | Schlagton |
| --- | --------------- | --------- | ----------------------------------- | ---------------- | ---------- | --------- |
| 1   | Kleine Glocke   | 1908      | Glockengießerei Bierling in Dresden |                  | ca. 245    | e`        |
| 2   | Mittlere Glocke | 1908      | Glockengießerei Bierling in Dresden |                  | 400        | a`        |
| 3   | Große Glocke    | 1908      | Glockengießerei Bierling in Dresden |                  | 800        | f`        |

Am 18. Juni 1917 mussten die zwei großen Bronzeglocken für Rüstungszwecke entschädigungslos abgegeben werden. Nur die kleine Bronzeglocke sollte als Alarmglocke verbleiben. Es dauerte bis zum Jahre 1922, ehe die Dresdner Glockengießerei Bruno Pietzel den Auftrag für ein neues Bronzegeläut erhielt. Es wurden drei neue Bronzeglocken hergestellt, die verbliebene kleine Glocke vom alten Geläut wurde beim Glockengießer in Zahlung gegeben.
| Nr.           | Name            | Gussdatum                                | Gießer                                   | Durchmesser (mm) | Masse (kg) | Schlagton |
| ------------- | --------------- | ---------------------------------------- | ---------------------------------------- | ---------------- | ---------- | --------- |
| Kleine Glocke | 1922            | Glockengießerei Bruno Pietzel in Dresden | 782                                      | 252              | e`         |           |
| 2             | Mittlere Glocke | 1922                                     | Glockengießerei Bruno Pietzel in Dresden | 930              | 422        | g`        |
| 3             | Große Glocke    | 1922                                     | Glockengießerei Bruno Pietzel in Dresden | 1171             | 845        | es`       |

Im Herbst 1941 wurde ein elektrisches Glockenläutewerk von der Firma Bokelmann & Kuhlo installiert. Wie schon während des Ersten Weltkrieges musste am 4. März 1942 das Geläut für Rüstungszwecke entschädigungslos abgegeben werden. Am 17. September 1956 genehmigte das Bezirkskirchenamt die Anschaffung eines neuen Geläutes. Dazu beauftragte man die Glockengießerei Otto Schilling & Gottfried Lattermann in Morgenröthe-Rautenkranz im Vogtland (Firmensitz in Apolda), für das neue Geläut Glocken aus Stahlhartguss herzustellen. Gleichzeitig entstanden für die Stahlgussglocken neue gekröpfte Glockenjoche und Stahlgussklöppel, um den Glockenstuhl und das Mauerwerk des Turmes von den auftretenden Schwingungskräften zu entlasten.
Die im Jahr 1956 hergestellten Stahlgussglocken für 5.240,60 DDR-Mark:
| Nr. | Name            | Gussdatum | Gießer                                 | Durchmesser (mm) | Masse (kg) | Schlagton |
| --- | --------------- | --------- | -------------------------------------- | ---------------- | ---------- | --------- |
| 1   | Kleine Glocke   | 1956      | Glockengießerei Schilling & Lattermann | 950              | 360        | c`        |
| 2   | Mittlere Glocke | 1956      | Glockengießerei Schilling & Lattermann | 1080             | 522        | b`        |
| 3   | Große Glocke    | 1956      | Glockengießerei Schilling & Lattermann | 1300             | 910        | g`        |

Die verbliebene kleine Glocke wurde nach Beschluss des Kirchenvorstandes vom 2. Juli 1956 nach Schwarzbach, Kreis Rochlitz, verkauft. Im Jahr 1959 installierte die PGH „Gloria“ aus Bad Wilsnack eine neue vollautomatische Glockenläuteanlage.